# Phiomia
Phiomia é um gênero extinto de proboscídeos basais que viviam no que é agora o Norte de África durante o fim do Eoceno até o início do Oligoceno, de 37 a 30 milhões de anos atrás. Phiomia serridens significa "animal de dente serrado de Faium".

## Descrição
Phiomia tinha cerca de 2,5 metros de altura, e se assemelhava vagamente a um elefante moderno apesar de que, baseado no formato de seus ossos nasais, ele tinha uma tromba bastante curta. Ele tinha presas curtas em sua mandíbula superior e pequenas presas semelhantes a pás em sua mandíbula inferior que provavelmente eram usadas para coletar alimentos. Essas eram similares às dos Platybelodon, Archaeobelodon e Amebelodon do Mioceno, mas consideravelmente menores. As presas na mandíbula superior eram possivelmente usadas como defesa ou para raspar cascas dos trocos de árvores.

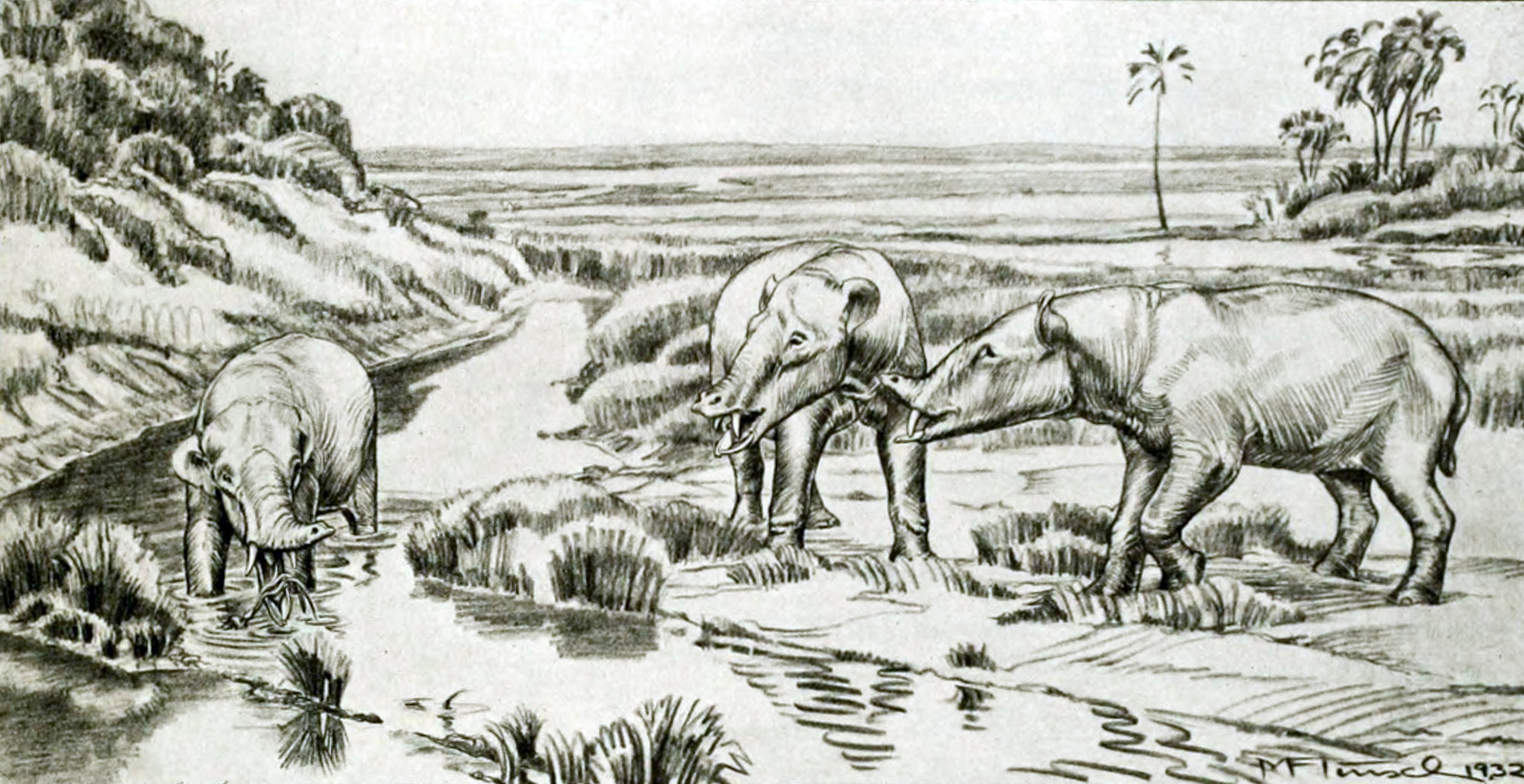
Restauração
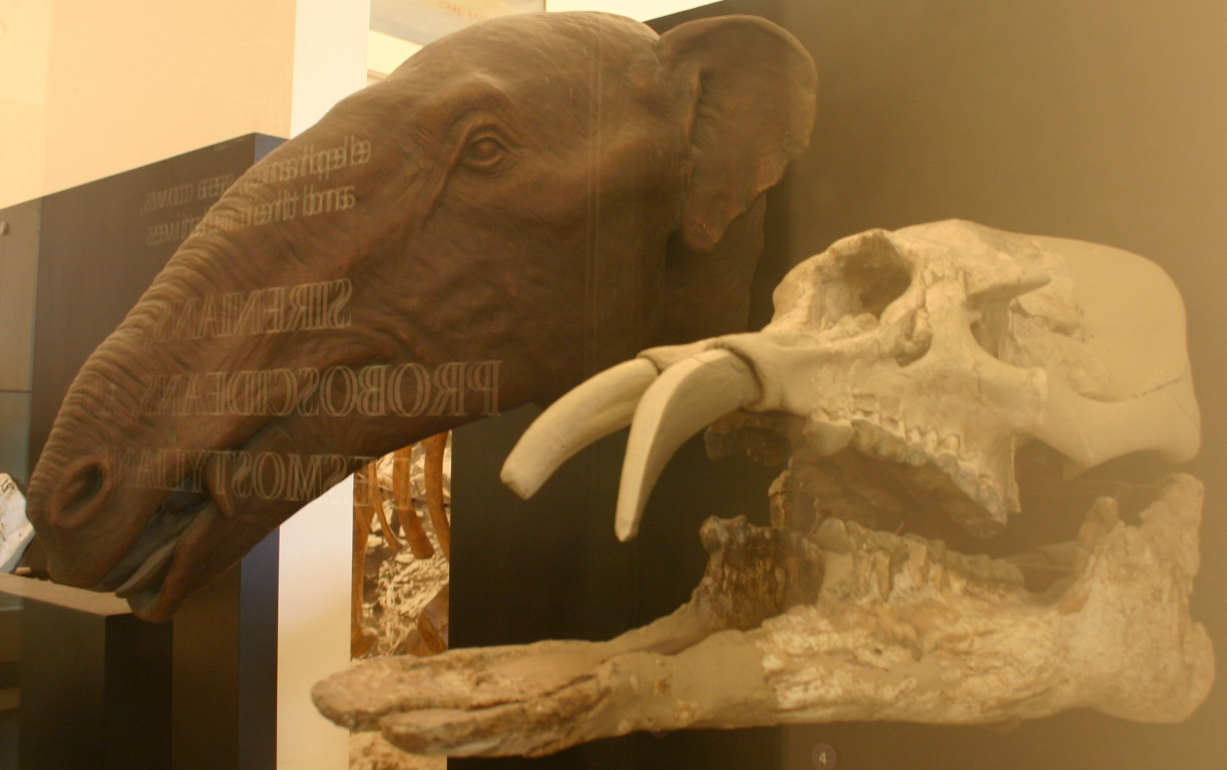
Crânio e modelo de Phiomia minor